# Hr.Ms. Kawi (1937)
De Hr.Ms. Kawi (HMV 7) was een gemilitariseerd gewestelijk vaartuig van de Gouvernementsmarine vernoemd naar de berg Kawi op het Indonesische eiland Java. Het schip is gebouwd door de Droogdok Maatschappij te Soerabaja. In verband met de oorlogsdreiging in Nederlands-Indië werd het schip omgebouwd tot hulpmijnenveger en in dienst genomen als hulpmijnenveger 7. Omdat het schip niet kon vluchten werd het door de eigen bemanning tot zinken gebracht in de haven van Soerabaja.
Van de schepen Kawi, Ardjoeno en Salak, zijn er twee door de Japanse bezetter gelicht en in dienst genomen als hulponderzeebootjagers. De eerste als hulponderzeebootjager 109 op 15 maart 1943, die op 14 augustus 1943 te Balikpapan uitbrandde na een geallieerde luchtaanval. Het tweede gelichte schip werd als hulponderzeebootjager 110 op 27 september 1943 in dienst genomen door de Japanse strijdkrachten. Het lot van dit schip was om op 5 maart 1945 tot zinken te worden gebracht in de Straat Sape als het gevolg van een geallieerde luchtaanval.